# Expander
Expander je zařízení, který ovlivňuje výstupní úroveň zpracovávaného signálu závisle na jeho vstupní úrovni. Výsledkem je zvětšení dynamického rozsahu původního signálu. Může jít o samostatný přístroj, součást jiného přístroje nebo softwarový algoritmus či modul (plugin) při zpracování signálu v digitální podobě.

## Použití
V praxi se plnohodnotného expanderu využívá zřídka[zdroj?]. Častěji se používá v podobě Gate a Squelch - viz níže. Jako expander pracují i jednotky syntezátorů, které vytvářejí obálku tónů (časový průběh intenzity a barvy), a opravdu leckteré syntezátory fyzicky obsahují obvody VCA (napětím řízený zesilovač) a VCF (napětím řízený filtr), které při vhodném řízení pracují jako expander. (Pozn.: výraz expander se u syntezátorů používá i v jiné souvislosti.)

## Princip a obsluha
Expander začíná pracovat, když vstupní úroveň zpracovávaného signálu klesne pod nastavený prah (THRESHOLD = prahová úroveň). Signál, který měl na vstupu nižší úroveň je dále zeslaben v nastaveném poměru (RATIO = stupeň útlumu). Principiálně je možné ovlivnit ještě rychlosti (resp. časy) reakce a uvolnění (ATTACK = náběh a RELEASE = uvolnění), to jsou dva velice důležité prvky pro ovládání. Pomocí nich lze nastavit například délku dozvuku bubnu, pokud gate použijeme právě pro mikrofon u bubnu.
Na vícekanálových a kombinovaných přístrojích (compressor-expander) se prvky ATTACK a RELEASE v sekci expanderu většinou nevyskytují - přístroj tyto funkce hlídá automaticky.

## Kompresor - expander
Expander je součástí zařízení kompander (také compander, compex tj. spojení kompresor-expander), které jsou využívány pro zlepšení poměru mezi užitečným signálem a rušivými signály při zpracování, přenosu a záznamu. Signál je komprimován kompresorem, zpracován či zaznamenáván (během tohoto procesu přistupují rušivé signály) a následně expandován. Komprese i expanze je možná zároveň v celém kmitočtovém pásmu, nebo pouze v jeho určitých částech, nebo ve více pásmech separátně. Systém komprese-expanze byly vyvinuty jako omezovače šumu , při magnetickém záznamu zvuku a jsou známy jako Dolby, dbx (dle firem, které jej vyvinuly), ANRS, a podobné. Jednoduchý systém využívající pouze expanze vyšších kmitočtů je znám jako Noise Reductor, Noise Supressor, nebo Dynamic Noise Limiter (DNL).

## Extrém - Gate
V praxi je možné se nejčastěji setkat s expanderem v režimu Gate - brána (často se používá pojem šumová brána). V tomto režimu je poměr útlumu pevně nastaven na maximum (teoreticky nekonečno) a lze ovlivňovat pouze úroveň prahu. Gate pracuje tak, že signály menší než nastavená úroveň na výstup přístroje prakticky neprojdou. Pokud se na vstupu objeví signál vyšší než nastavená úroveň, gate se otevře a signál prochází beze změn. Při opětovném poklesu pod rozhodovací úroveň se po době, která bývá také nastavitelná (jednotky ms až jednotky s), opět výstupní signál zablokuje.
Výsledkem je, že jakýkoliv zvuk s úrovni nižší než nastavený práh je zeslaben na minimum, díky čemu jsou odstraněny ze signálu některé nežádoucí zvuky a přeslechy. Praktické použití je např. v pauzách mezi skladbami - odstraňují se nežádoucí ruchy a šumy, při snímání jednotlivých nástrojů v hlučném prostředí - např. zpěvu, perkusních nástrojů apod.
Například někdo zpívá na mikrofon a vedle někdo hraje na kytaru. Mikrofon snímá obojí, kytaru však slaběji. Expander se použije k odstranění kytary z pasáží bez zpěvu z kanálu, který zpracovává signál zpěvu.

## Squelch
Squelch je obdoba gate, používaná velmi často v komunikační technice, na radiostanicích, komunikačních přijímačích, soupravách bezdrátových mikrofonů a podobných zařízeních. Účelem zařízení je vyklíčovat šum z přijímače, který bývá velmi rušivý, pokud přijímač pracuje v podmínkách se slabým signálem. Kromě nastavení rozhodovací úrovně nemívá jiný běžně nastavitelný prvek, časové konstanty bývají pevně nastaveny pro daný účel - nejčastěji přenos mluveného slova. Signál pro řízení této podoby šumové brány nemusí být odvozen od nízkofrekvenčního signálu na výstupu přijímače, ale bývá často odvozován od detekce nosného signálu vysílače, nebo může být speciální elektronikou vyhodnocován poměr mezi šumem a řečovým signálem. Jednoduše řečeno, squelch zablokuje výstup přijímače ve chvíli, kdy vlivem špatných příjmových podmínek nebo vypnutí vysílače přestane přijímač přijímat nosný signál, což by se projevilo silným šumem na jeho výstupu.

## Uspořádání přístroje
V praxi je expander většinou součástí kompresoru, kde tvoří samostatnou sekci. Pro některá použití, zvláště v nahrávacích studiích a živém ozvučování, se vyrábí vícekanálové gate, kdy v jednom přístroji jsou sdruženy např. 4 samostatně ovládané jednotky.